# معركة الكرامة
معركة الكرامة اشتباك عسكري مُسلّح وقع بتاريخ 21 مارس 1968 في بلدة الكرامة الأردنية على الحدود الأردنية الغربية، استمر الاشتباك 15 ساعة بين قوات جيش الاحتلال الإسرائيلي و‌القوات المسلحة الأردنية ومعها فصائل منظمة التحرير الفلسطينية في فترة عُرفت بحرب الاستنزاف، يومها حاولت قوات الكيان الصهيوني احتلال نهر الأردن لأسباب يعتبرها إستراتيجية. وقد عبرت النهر فعلاً من عدة محاور مع عمليات تجسير وتحت غطاء جوي كثيف. فتصدى لها الجيش الأردني على طول جبهة القتال من أقصى شمال الأردن إلى جنوب البحر الميت بقوة. وفي قرية الكرامة اشتبك الجيش العربي والفدائيون مع القوات الإسرائيلية، في معركة استمرت قرابة الخمسين دقيقة. واستمرت بعدها المعركة بين الجيش الأردني والقوات الإسرائيلية أكثر من 16 ساعة، مما اضطر الإسرائيليين إلى الانسحاب الكامل من أرض المعركة تاركين وراءهم ولأول مرة خسائرهم وقتلاهم دون أن يتمكنوا من سحبها معهم. وتمكن الجيش الأردني من الانتصار على القوات الإسرائيلية وطردهم من أرض المعركة مخلفين ورائهم الآليات والقتلى دون تحقيق الكيان الصهيوني لأهدافه.
وتكتسب معركة الكرامة أهمية كبيرة في التاريخ الفلسطيني المعاصر. إذ تعدُّ نقطة تحوّل باتجاه سيطرة العمل الفدائي الفلسطيني -وخصوصاً حركة فتح- على الساحة السياسية الفلسطينية وعلى منظمة التحرير الفلسطينية. وقد أدت إلى ترسيخ الوجود الفدائي شرقي الأردن وأعطته زخماً شعبياً كبيراً فلسطينياً وعربياً. كما أسهمت في تكريس خيار «حرب العصابات» و«حرب التحرير الشعبية» ضدّ الكيان الصهيوني، بعد هزيمة الجيوش العربية في حرب حزيران/يونيو 1967 واحتلال إسرائيل للضفة الغربية وقطاع غزة وهضبة الجولان وسيناء.

## جذور الصراع وأسبابه
بعد احتلال الكيان الصهيوني للـضفة الغربية من نهر الأردن في حرب 1967، نشطت مجموعات من الفدائيين الفلسطينيين في منطقة الغور الشرقي، وكانت هجمات الفدائيين تنجز بدون تنسيق مسبق مع الجيش الأردني. وفي مطلع سنة 1968 صدرت عدة تصريحات رسمية عن إسرائيل، تعلن أنه إذا استمرت نشاطات الفدائيين الفلسطينيين عبر نهر الأردن فإنها ستقرر إجراء عمل مضاد مناسب، وبناء عليه، زاد نشاط الدوريات الإسرائيلية في الفترة ما بين 15-18 مارس 1968 بين جسر الملك حسين وجسر داميا، وازدادت أيضا الطلعات الجوية الإسرائيلية فوق وادي الأردن.
شكلت حرب 1967 صدمة كبيرة للشعب الفلسطيني والشعوب العربية التي انتظرت بفارغ الصبر طوال 19 عاماً (منذ 1948) ما كانت تَعِدُ به الأنظمة العربية من القضاء على الكيان الإسرائيلي. ولذلك أضعفت هذه الحرب الثقة بالأنظمة وجيوشها، وسعى الفلسطينيون إلى أخذ زمام المبادرة بأيديهم، وعدم انتظار تحقّق شعارات «الوحدة طريق التحرير» و«قومية المعركة» التي كانت سائدة من قبل، فضلاً عن انحسار الآمال تجاه جمال عبد الناصر لتحقيق الوحدة والتحرير. وتكرست بشكل أكبر الهوية الوطنية الفلسطينية، وتطلعت الأنظار إلى المنظمات الفدائية الفلسطينية كبديل أفضل.

## الموقع
جرت أحداث معركة الكرامة في منطقة غور الأردن على الضفة الشرقية من نهر الأردن. نسبت المعركة إلى قرية الكرامة التي حدثت أهم الاشتباكات فيها وقربها، وتقع قرية الكرامة في الجزء الشرقي من غور نهر الأردن وهي منطقة زراعية منخفضة جغرافياً اشتهرت ببساتينها الكبيرة وخضرتها الدائمة وكانت تسمى بمنطقة الآبار وذلك لكثرة الآبار الارتوازية فيها، وتسمى أيضا بغور الكبد باعتبارها جزءا من منطقة زراعية واسعة وتعتبر هذه المنطقة سلة الغذاء الأردني ويعتمد 95% من سكان هذه المنطقة على الزراعة.
تاريخ المنطقة ضارب في القدم، تعاقبت عليها ممالك كثيرة كالأدومية والمؤابية والعمونية والآرامية والأشورية ومملكة الأنباط واليونانية والرومانية والبيزنطية، حتى جاء الفتح الإسلامي، فعلى أرضها الكثير من مقامات الصحابة منهم أبو عبيدة عامر بن الجراح وضرار بن الأزور، وشرحبيل بن حسنة ومعاذ بن جبل وغيرهم. وقد جاء في القرآن (غُلِبَتِ الرُّومُ. فِي أَدْنَى الأَرْضِ) والمقصود انتصار الفرس على الروم في هذه المنطقة التي تعد أدنى بقعة على سطح الأرض كما ذكر المفسرون.

## أهداف المعركة

### بحسب الرواية الأردنية
تؤكد المصادر الأردنية أن هدف إسرائيل من الحرب ليس هو الهجوم بغرض تدمير قوة المقاومين العرب في بلدة الكرامة، بل أن الهدف الحقيقي هو احتلال المرتفعات الشرقية من الأردن والاقتراب من العاصمة عمان للضغط على القيادة الأردنية لقبول شروط الاستسلام التي تفرضها إسرائيل، ولأن إسرائيل كانت ترغب في توسيع حدودها وضم أراضي جديدة من الأردن إليها، بالإضافة إلى محاولة إسرائيل احتلال أراض أردنية واقعة شرقي النهر والتمسك بها بقصد المساومة عليها نظراً للأهمية الاستراتيجية لهذه المرتفعات.
تمهيدا لهجوم الواسع قامت إسرائيل بهجمات عديدة استخدمت بشكل رئيسي القصف الجوي والمدفعي، على طول الجبهة الأردنية طوال أسابيع عديدة سبقت بداية المعركة في 5:25 من فجر يوم الأحد في 21 آذار 1968. كما مهدت لذلك بإجراءات واسعة النطاق في المجالات النفسية والسياسية والعسكرية عمدت بواسطتها إلى تهييء المنطقة لتطورات جديدة يتوقعونها كنتائج لعملياته العسكرية شرقي نهر الأردن. فقد بنوا توقعاتهم على أساس:
1. القضاء نهائيا على الفدائيين الفلسطينيين (فتح العاصفة بقيادة أبو عمار والجبهة الشعبية بقيادة جورج حبش).
2. أنه لم يمض وقت طويل على هزيمة الجيوش العربية والشعور بأن جيشهم لا يهزم.
3. لم يتسن الوقت للجيش الأردني إعادة تسليح قواته أو تعويض خسائره التي مني بها في الحرب الماضية.
4. عدم تمكن الأردنيين من تعويض طائراتهم في سلاح الجو مما يحرم القوات الأردنية من الحصول على غطاء جوي.
5. افتراض أن الاختلافات السياسية بين فصائل المقاومة والحكومة الأردنية لن تحقق أي تعاون بينهم وبين القوات الأردنية.[11] وقد أعلن الكيان الصهيوني أنهم قاموا بالهجوم لتدمير قوة المقاومة الفلسطينية، والقضاء على حلم العودة لدى الشعب الفلسطيني.
6. محاولة وضع ولو موطئ قدم على أرض شرقي نهر الأردن باحتلال مرتفعات السلط وتحويلها إلى حزام أمني للكيان الصهيوني تماما كما فعلت في مرتفعات الجولان، وكما حدث بعد ذلك في جنوب لبنان. بقصد المساومة عليها لتحقيق أهدافها وتوسيع حدودها.
7. ضمان الأمن والهدوء على خط وقف إطلاق النار.
8. زعزعة الروح المعنوية والصمود عند السكان المدنيين وإرغامهم على النزوح من أراضيهم ليشكلوا أعباء جديدة وحرمان المقاومة من وجود قواعد لها بين السكان وبالتالي المحافظة على الروح المعنوية للجيش الإسرائيلي بعد المكاسب التي حققها على الجبهات العربية في حزيران 1967.[12]

## القوات المتحاربة

### الأردن
كانت القوات المسلحة الأردنية المشاركة في المعركة مكونة من: فرقة المشاة الأولى والتي أوكل لها مهمة الدفاع عن المنطقة الوسطى والجنوبية من سيل الزرقاء شمالاً وحتى العقبة جنوباً، وكانت موزعة كما يلي: لواء حطين ويحتل مواقع دفاعية على مقترب ناعور، لواء الأميرة عالية ويحتل مواقع دفاعية على مقترب وادي شعيب، لواء القادسية ويحتل مواقع دفاعية على مقترب العارضة، ويساندهم لواء الأمير الحسن بن طلال المدرع 60، وفرقة المشاة الأولى التي توزعت إحدى كتائبها على الألوية، وكتيبة بدور الاحتياط للجيش في منطقة طبربور، تساند الفرقة 3 كتائب مدفعية ميدان وسرية مدفعية ثقيلة، تساند الفرقة كتيبة هندسة ميدان.
كانت القوات بقيادة مشهور حديثة الجازي الخرشا وهو سياسي وعسكري أردني تولّى قيادة ما عرف بالجبهة الشرقية عام 1965 وبعد نكسة حزيران 1967 كُلِّف بقيادة الفرقة الأولى التي كانت في طليعة القوات لمواجهة العدوان الصهيوني على الأردن ورده على أعقابه في معركة الكرامة في 21 آذار 1968.

### إسرائيل
بحسب المعلومات التي توفرت من مصادر الاستخبارات الأردنية ومشاهدة أرض المعركة قدر حجم القوات الإسرائيلية المشاركة بالمعركة كما يلي: فرقة مدرعة مع أسلحتها المساندة بالإضافة إلى سلاح الجو واللواء المدرع السابع، اللواء المدرع 60، لواء المشاة الآلي 80، كتيبة مظليين من لواء المظليين 35، خمس كتائب مدفعية ميدان ومدفعية ثقيلة، أربعة أسراب من الطائرات المقاتلة من طراز ميراج ومستير، وعدد من طائرات الهيلوكبتر القادرة على نقل كتيبتين دفعة واحدة، كتيبة هندسة مدرعة.

## المعركة

قادة معركة الكرامة بحسب الموسوعة المصورة الصادرة عن القيادة العامة للقوات المسلحة الأردنية.

بدأت معركة الكرامة عند الساعة 5.30 من صباح يوم الخميس 21 مارس 1968، حين هاجمت القوات الإسرائيلية ثلاثة جسور في وقت واحد، قام المهندسون العاملون في القوات الإسرائيلية ببناء جسر عائم في الشمال كي تتمكن القوات من عبور النهر. توغلت رؤوس الحربة الإسرائيلية عبر جسر اللنبي وتقدمت باتجاه الشونة الجنوبية (شونات نمرين).
واستمرت ست عشرة ساعة في قتال مرير على طول الجبهة، ومن خلال مجرى الحوادث وتحليل العمليات القتالية اتضح أن القوات الإسرائيلية المهاجمة بنت خطتها على ثلاثة مقتربات رئيسة ومقترب رابع تضليلي لتشتيت جهد القوات المدافعة المقابلة، وجميع هذه المقتربات تؤدي حسب طبيعة الأرض والطرق المعبدة إلى مرتفعات السلط وعمان والكرك.

### مقتربات المعركة
كانت المقتربات كالتالي:
- مقترب العارضة: ويأتي من جسر الأمير محمد (غور داميا) إلى مثلث المصري إلى طريق العارضة الرئيسي إلى السلط.[19]
- مقترب وادي شعيب: ويأتي من جسر الملك حسين (اللنبي سابقاً) إلى الشونة الجنوبية، إلى الطريق الرئيسي المحاذي لوادي شعيب ثم السلط.[18]
- مقترب سويمة: ويأتي من جسر الأمير عبد الله إلى غور الرامة إلى ناعور ثم إلى عمان.[20]
- محور غور الصافي: ويأتي من جنوب البحر الميت إلى غور الصافي إلى الطريق الرئيسي حتى الكرك.[18]

وقد استخدم الإسرائيليون على كل مقترب من هذه المقتربات مجموعات قتال مكونة من المشاة المنقولة بنصف مجنزرات ودبابات وتساندهم على كل مقترب وحدات من مدفعية الميدان والمدفعية الثقيلة ومع كل مجموعة أسلحتها المساندة من ألـ م د 106ملم والهاون مع إسناد جوي كثيف على كافة المقتربات. مما قد يدل أن معركة الكرامة من المعارك العسكرية المخطط لها بدقة، وذلك نظراً لتوقيت العملية وطبيعة وأنواع الأسلحة المستخدمة، حيث استخدم الصهاينة كافة أسلحة المناورة على اختلاف أنواعها.

### مقتربات القتال

القتال في منطقة المثلث المصري

حشد الجيش الإسرائيلي لتلك المعركة اللواء المدرع السابع وهو الذي سبق وأن نفذ عملية الإغارة على قرية السموع عام 1966 واللواء المدرع 60، ولواء المظليين 35، ولواء المشاة 80، وعشرين طائرة هليكوبتر لنقل المظليين وخمس كتائب مدفعية 155 ملم و 105 ملم، بالإضافة إلى قواته التي كانت في تماس مع القوات الأردنية على امتداد خط وقف إطلاق النار، وسلاحه الجوي الذي كان يسيطر سيطرة تامة على سماء وأرض المعركة، بالإضافة إلى قوة الهجوم التي استخدمها في غور الصافي، وهي كتيبة دبابات وكتيبة مشاة آلية وسريتا مظليين وكتيبة مدفعية، تم حشد هذه القوات في منطقة أريحا، ودفع بقوات رأس الجسر إلى مناطق قريبة من مواقع العبور الرئيسة الثلاثة، حيث كان تقربه ليلاً.
بدأ الجيش الإسرائيلي قصفه المركز على مواقع الإنذار والحماية ثم قام بهجومه الكبير على الجسور الثلاثة عبر مقتربات القتال الرئيسة في وقت واحد حيث كان يسلك الطريق التي تمر فوق هذه الجسور وتؤدي إلى الضفة الشرقية وهي طريق جسر دامية (جسر الأمير محمد) وتؤدي إلى المثلث المصري، ثم يتفرع منها مثلث العارضة- السلط-عمان وطريق أريحا ثم جسر الملك حسين –الشونة الجنوبية وادي شعيب – السلط – عمان ثم جسر الأمير عبد الله (سويمة، ناعور) عمان. وفي فجر يوم 21 آذار 1968 انطلقت المدافع وانطلقت الأصوات على الأثير عبر الأجهزة اللاسلكية تعلن بدء الهجوم الإسرائيلي عبر النهر على المملكة الأردنية.

### بداية المعركة
لم تستطع القوات الإسرائيلية العبور حسب المقتربات المخصصة لها. ودليل ذلك أن القوات الإسرائيلية التي تكاملت شرقي النهر كانت بحجم فرقة وهي القوات التي عبرت في الساعة الأولى من الهجوم وبعدها لم تتمكن القوات المهاجمة من زج أية قوات جديدة شرقي النهر بالرغم من محاولتهم المستميتة للبناء على الجسور التي دمرت، ومحاولة بناء جسور حديدية لإدامة زخم الهجوم والمحافظة على زمام المبادرة مما أربك المهاجمين وزاد من حيرتهم وخاصة في ظل شراسة المواقع الدفاعية ومقاومتها الشديدة.

### القتال على مقترب جسر الأمير محمد (دامية)
اندفعت القوات العاملة على هذا الجسر تحت ستار كثيف من نيران المدفعية والدبابات والرشاشات المتوسطة فتصدى لها كتائب الجيش الموجودين شرق الجسر مباشرة ودارت معركة عنيفة تمكن الجيش الأردني من تدمير عدد من دبابات الجيش الإسرائيلي وإيقاع الخسائر بين صفوفه وإجباره على التوقف والانتشار.
عندها حاولت القوات المهاجمة إقامة جسرين إضافيين، إلا أنه فشلت بسبب كثافة الهجوم من قبل القوات الأردنية على مواقع العبور، ثم كررت اندفاعها ثانية وتحت ستار من نيران الجو والمدفعية إلا أنه تم إفشال الهجوم أيضاً وعند الظهيرة اضطر الجيش الإسرائيلي مجبرا على الانسحاب والتراجع غرب النهر تاركاً العديد من الخسائر بالأرواح والمعدات.

### القتال على مقترب جسر الملك حسين

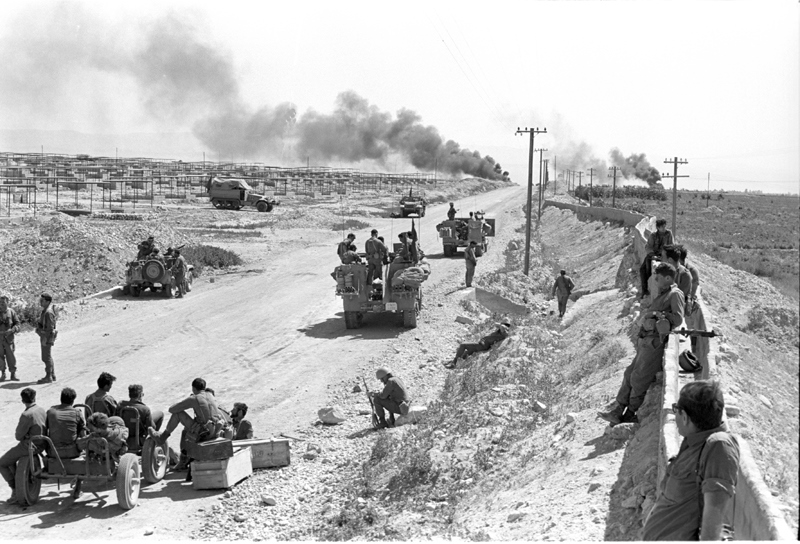
جنود مظليون إسرائيليون في طريقهم إلى بلدة الكرامة ويظهر في الصورة الدخان المتصاعد نتيجة القصف على البلدة.

لقد كان الهجوم الرئيسي موجهاً نحو الشونة الجنوبية وكانت قوات الإسرائيليين الرئيسة المخصصة للهجوم مركزة على هذا المحور الذي يمكن التحول منه إلى بلدة الكرامة والرامة والكفرين جنوباً، واستخدم الجيش الإسرائيلي في هذه المعركة لواءين (لواء دروع ولواء آلي) مسندين تساندهما المدفعية والطائرات.
ففي صباح يوم الخميس 21 آذار دفع الجيش الإسرائيلي بوحدة دبابات لعبور الجسر، واشتبكت مع قوات الجيش الأردني من الجسر، إلا أن قناصي القوات الأردنية تمكنوا من تدمير تلك الوحدة، بعدها قام الجيش الإسرائيلي بقصف شديد ومركز على المواقع ودفع بكتيبة دبابات وسرية محمولة، إلا أن الجيش الإسرائيلي دفع بوحدات أخرى من دروعه ومشاته، وبعد قتال مرير استطاع الجيش الأردني هزيمة الجيش الإسرائيلي الذي لا يقهر.
واستطاع الجيش الإسرائيلي إنزال الدفعة الأولى من المظليين شرقي الكرامة لكن هذه الدفعة فوجئت بالقوات الأردنية التي كانت منتشرة في المنطقة وتكبدت خسائر كبيرة في الأرواح وتم إفشالها، مما دفع الجيش الإسرائيلي إلى إنزال دفعة أخرى تمكنت هذه الأخيرة من الوصول إلى بلدة الكرامة وبدأت بعمليات تدمير لبنايات البلدة، واشتبكت مع القوات الأردنية المتواجدة هناك في قتال داخل المباني، وفي هذه الأثناء استمر الجيش الإسرائيلي بمحاولاته في الهجوم على بلدة الشونة الجنوبية، وكان الجيش الأردني لهم بالمرصاد يتصدون له في كل مرة، ويوقعوا به المزيد من الخسائر، وعندما اشتدت ضراوة المعركة طلب الجيش الإسرائيلي ولأول مرة وقف إطلاق النار، رفض الملك الحسين بن طلال وقف إطلاق النار، وحاول الجيش الإسرائيلي الانسحاب إلا أن القوات الأردنية تدخلوا في عملية الانسحاب وحولوه إلى انسحاب غير منظم فترك الجيش الإسرائيلي عدداً من آلياته وقتلاه في أرض المعركة.
ومن مجريات المعركة في المنطقة أن القوات الغازية اخترقت المحور الشمالي (داميا- عارضة- عباد والمحور الأوسط- جسر الملك حسين الشونة الجنوبية) مما أدى إلى التقاء الجيش الأردني مع الجيش الصهيوني في منطقة الكرامة حيث تصدى له والتحموا بالسلاح الأبيض. بينما كان المحور الثالث هو محور ناعور سويمة، هذا المحور والذي يحتوي على طريق مؤدية إلى العاصمة عمان حيث استطاع الجيش الأردني صد جيش الجيش الإسرائيلي وعدم السماح له بتجاوز نهر الأردن شرقا حيث قال المحيسن: «لقد قام الجيش الإسرائيلي بشكل متكرر بمحاولة العبور إلى داخل هذا المحور منذ بدء المعركة حتى التاسعة صباحا ولكن جميع محاولاته باءت بالفشل ولم يستطع تكرارها، ولو اجتاز الجيش الإسرائيلي هذا المحور لأصبحت مرتفعات ناعور والسلط كمرتفعات هضبة الجولان حاليا».

### القتال على مقترب جسر الملك عبد الله
حاول العدو القيام بعملية عبور من هذا المقترب باتجاه (ناعور – عمّان) وحشد لهذا الواجب قوات مدرعة إلا أنه فشل ومنذ البداية على هذا المحور ولم تتمكن قواته من عبور النهر بعد أن دمرت وحدات الجيش الأردني معظم معدات التجسير التي حاول الجيش الإسرائيلي استخدامها في عملية العبور.

وفي محاولة يائسة من الإسرائيليين لمعالجة الموقف قام الجيش الإسرائيلي بفصل وحدات من قواته العاملة على مقترب وادي شعيب ودفعها إلى مثلث الرامة شرق الجسر لتحاصرها، إلا أنها وقعت في الحصار وتعرضت إلى هجوم عنيف وشديد من الجيش الأردني أدى إلى تدمير عدد كبير من آلياتها.
ومن مجريات المعركة في المنطقة تمكن الجيش الإسرائيلي من دفع كتيبة دبابات من الشونة إلى المفرق طريق الكفرين الرامة سويمة ناعور وشطروا وحدتي إلى شطرين قوات الحجاب الملاصقة لجسر الأمير عبد الله وعقدة الدفاع الرئيسية المتمركزة في منخفضي جبال صياغة غربا وجبال العدسية بالتحديد في مصب وادي المحترقة".

### مقترب غور الصافي
لقد حاول الإسرائيليون تشتيت جهد القوات الأردنية ما أمكن، وإرهاب سكان المنطقة وتدمير منشآتها، مما حدا به إلى الهجوم على مقترب غور الصافي بألوية من دباباته ومشاته الآلية، ممهداً بذلك بحملة إعلامية نفسية مستخدماً المناشير التي كان يلقيها على السكان يدعوهم فيها إلى الاستسلام وعدم المقاومة، كما قام بعمليات قصف جوي مكثف على القوات الأردنية، إلا أن كل ذلك قوبل بدفاع عنيف من قبل الجيش الأردني، وبالتالي أجبرت القوات المهاجمة على الانسحاب.

### الإنزال الإسرائيلي في بلدة الكرامة
كان الهدف من عملية الإنزال التي قامت بها القوات الإسرائيلية شرقي بلدة الكرامة تخفيف الضغط على قواتها التي عبرت شرقي النهر بالإضافة لتدمير بلدة الكرامة، خاصة عندما لم تتمكن من زج أية قوات جديدة عبر الجسور نظرا لتدميرها من قبل سلاح المدفعية الملكي وهذا دليل قاطع على أن الخطط الدفاعية التي خاضت قوات الجيش العربي الأردني معركتها الدفاعية من خلالها كانت محكمة وساهم في نجاحها الإسناد المدفعي الكثيف والدقيق إلى جانب صمود الجنود في المواقع الدفاعية، وفي عمقها كانت عملية الإنزال شرق بلدة الكرامة عملية محدودة، حيث كان قسم من الفدائيين الفلسطينيين يعملون فيها كقاعدة انطلاق للعمل الفدائي أحيانا بناء على رغبة القيادة الأردنية، وبالفعل قام الإسرائيليون بتدمير بلدة الكرامة بعد أن اشتبكوا مع القوات الأردنية وبعض من المقاتلين من الفدائيين الذين بقوا في البلدة والذين يسجل لهم دورهم بأنهم قاوموا واستشهدوا جميعا في بلدة الكرامة.

### اتساع جبهة المعركة
إن معركة الكرامة لم تكن معركة محدودة تهدف إلى تحقيق هدف مرحلي متواضع، بل كانت معركة امتدت جبهتها من جسر الأمير محمد شمالاً إلى جسر الأمير عبد الله جنوباً. هذا في الأغوار الوسطى، وفي الجنوب كان هناك هجوم تضليلي على منطقة غور الصافي وغور المزرعة ومن خلال دراسة جبهة المعركة نجد أن الهجوم الإسرائيلي قد خطط على أكثر من مقترب، وهذا يؤكد مدى الحاجة لهذه المقتربات لاستيعاب القوات المهاجمة وبشكل يسمح بإيصال أكبر حجم من تلك القوات وعلى اختلاف أنواعها وتسليحها وطبيعتها إلى الضفة الشرقية لإحداث المفاجأة والاستحواذ على زمام المبادرة، بالإضافة إلى ضرورة إحداث خرق ناجح في أكثر من اتجاه يتم البناء عليه لاحقا ودعمه للوصول إلى الهدف النهائي، هذا من ناحية، ومن ناحية أخرى فإن جبهة المعركة تؤكد أن تعدد المقتربات كانت الغاية منه تشتيت الجهد الدفاعي لمواقع الجيش العربي وتضليلهم عن الهجوم الرئيسي، وهذا يؤكد أن القوات المتواجدة في المواقع الدفاعية كانت قوات منظمة أقامت دفاعها على سلسلة من الخطوط الدفاعية بدءاً من النهر وحتى عمق المنطقة الدفاعية، الأمر الذي لن يجعل اختراقها سهلاً أمام المهاجم، كما كان يتصور، لاسيما وأن المعركة قد جاءت مباشرة بعد حرب عام 1967.

### السيطرة على الجسور
لقد لعب سلاحا الدروع والمدفعية الأردني وقناصوا الدروع دوراً كبيراً في معركة الكرامة وعلى طول الجبهة وخاصة في السيطرة على جسور العبور ما منع الجيش الإسرائيلي من دفع أية قوات جديدة لإسناد هجومه الذي بدأه، وذلك نظراً لعدم قدرته على السيطرة على الجسور خلال ساعات المعركة، وقد أدى ذلك إلى فقدان القوات الإسرائيلية المهاجمة لعنصر المفاجأة، وبالتالي المبادرة، وساهم بشكل كبير في تخفيف زخم الهجوم وعزل القوات المهاجمة شرقي النهر وبشكل سهل التعامل معها واستيعابها وتدميرها، وقد استمر دور سلاح الدروع والمدفعية الأردني بشكل حاسم طيلة المعركة من خلال حرمان الإسرائيليين من التجسير أو محاولة إعادة البناء على الجسور القديمة وحتى نهاية المعركة.

### طلب وقف إطلاق النار
لجأت إسرائيل إلى طلب وقف إطلاق النار في الساعة 11:30 من يوم المعركة (أي بعد 5 ساعات من بدء المعركة)، لكن الأردن أصر وعلى لسان الملك الحسين عدم وقف إطلاق النار طالما أن هناك جندياً إسرائيلياً واحداً شرقي النهر.

### البلاغات العسكرية
صدر خلال المعركة عن القيادة العامة للقوات المسلحة الأردنية أحد عشر بلاغًا عسكريًا ما بين الساعة السادسة صباحًا وحتى الساعة التساعة من مساء يوم المعركة، كانت الهدف من تلك البلاغات هو إبقاء المواطنين على اطلاع بمجريات المعركة وسير العمليات فيها، تحدثت البلاغات الاربعة الأولى عن التقدم الاسرئيلي وعبور قواته (بلهجة الحذر في سرد البيان). ولكن بعد البلاغ العسكري الخامس كانت العبارات المستخدمة في إذاعة البلاغ تصف سيطرة القوات الأردنية على المعركة ومطاردتها القوات الإسرائيلية.
البلاغ العسكري رقم 1:
في صبيحة يوم 21 أذار صدر البيان التالي عن الجيش العربي الأردني: «في تمام الساعة الخامسة والنصف من صباح اليوم قام الجيش الإسرائيلي بشن هجوم واسع في منطقة نهر الأردن من ثلاث أماكن. جسر داميا وجسر سويمة وجسر الملك حسين وقد اشتبكت معها قواتنا بجميع الأسلحة واشتركت الطائرات التابعة للعدو في العملية، ودمر للعدو حتى الآن أربع دبابات وأعداد من الآليات وما زالت المعركة قائمة بين قواتنا وقواته حتى هذه اللحظة.»
البلاغ العسكري رقم 11:
تم تطهير أرضنا من فلول العدو في تمام الساعة الثامنة والنصف مساء/ وقد توقفت الرماية من قبل العدو. استمرت المعركة مدة خمسة عشر ساعة، قامت أثنائها قواتنا المسلحة بمعارك ضارية مع العدو مبدية من ضروب الشجاعة والتضحية ما يستحق التقدري والإعجاب، بلغت خسائر العدو المنظورة بالمعدات كالتالي:
- تدمير 45 دبابة، تدمير 25 مجنزرة، تدمير 27 آلية مختلفة، اسقاط خمسة طائرات. اما خسائره في الارواح فتقدر بحوالي 200 قتيل ومجموعة كبيرة جدا من الجرحى.

- خسائرنا في الأرواح استشهاد عشرين منهم ستة ضباط، واصابة خمسة وستين شخصا منهم 12 ضابط بجراح، خسائرنا في المعدات تدمير عشرة دبابات، تدمير عشر آليات مختلفة، تدمير مدفعين.

## الخسائر
تختلف تقديرات الخسائر بشكل كبير بين المصادر بسبب تعدد الروايات وتضاربها كما يلي:
| الخسائر                  | الخسائر الإسرائيلية | الخسائر الأردنية | الخسائر الفلسطينية |
| ------------------------ | --- | --- | --- |
| بحسب المصادر الإسرائيلية | قدر حاييم هرتسوغ وكينيث إم. بولاك أن خسائر الإسرائيليين بلغت 28 قتيلاً و69 جريحًا، بينما ذكر المؤرخ شبتاي تيفيث أن الخسائر كانت 32 قتيلًا و 70 جريحًا من العدد الكلي للقوة المشاركة والتي قوامها 1000 جندي. أما بيني موريس فكتب أن إسرائيل فقدت 33 قتيلاً و 161 جريحًا. تضررت 27 دبابة إسرائيلية من جراء المدفعية الأردنية 4 منها تركت في موقعها، وعربتين نصف مجنزرة، وست سيارات مصفحة وطائرة من طراز داسو أوراغان، بالإضافة إلى تحطم طائرة من نوع ميراج بينما نجا الطيار بعد أن نجح في القفز بالمظلة إلى بر الأمان. | ذكرزئيف ماعوز وبيني موريس عن مقتل 84 جنديًا أردنيًا وجرح 250 آخرين، وألقي القبض على أربعة ودمرت 30 دبابة. وتشير تقديرات أخرى إلى سقوط 40 قتيلا و108 جرحى. | - هرتسوغ: 200 قتيل و 150 أسير - موريس: 156 قتيلاً، و141 أسيرًا - بولاك: 100 قتيل، 100 جريح و 120-150 أسير. ووفقًا لموريس، قُتل 20 من مقاتلي منظمة التحرير الفلسطينية وأُسر 27 خلال عملية أسوتا المقابلة. يذكر تيفيث 170 قتيلاً و 130 أسيرًا. |
| بحسب المصادر الأردنية    | وفق الرواية الأردنية الرسمية للمعركة بلغت خسائر الإسرائيليين 70 قتيلاً وأكثر من 100 جريح و45 دبابة و25 عربةً مجنزرة و27 آلية مختلفة و5 طائرات، وقد عرض الأردن معظم هذه الخسائر الإسرائيلية أمام الملأ في الساحة الهاشمية. | بلغت خسائر القوات المسلحة الأردنية 86 جندياً و 108 جريحاً بالإضافة إلى تدمير 13 دبابة و39 آلية مختلفة.                                                    | |
| بحسب المصادر الفلسطينية  | | | 95 قتيل و200 جريح. |

### صور
جنود أردنيون يحيطون بالشاحنات والدبابات الإسرائيلية المهجورة أو المدمرة والتي عرضت في الساحة الهاشمية في عمان.

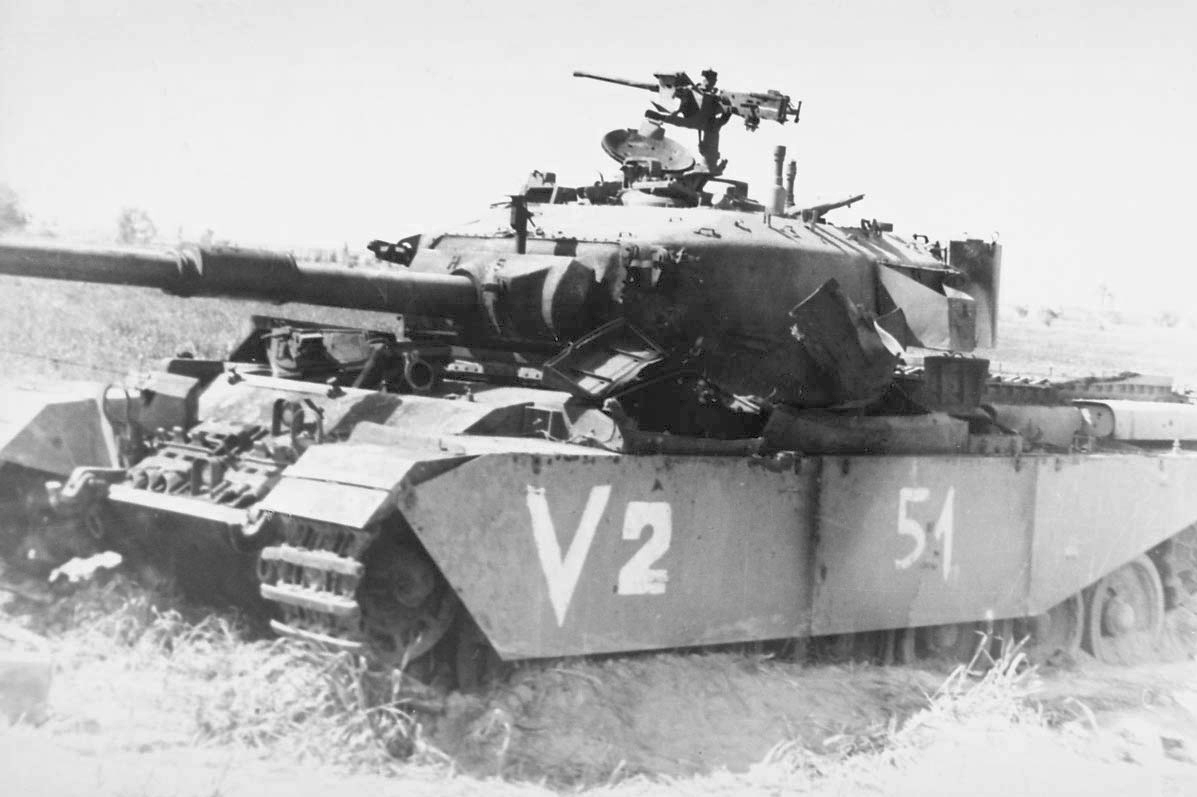
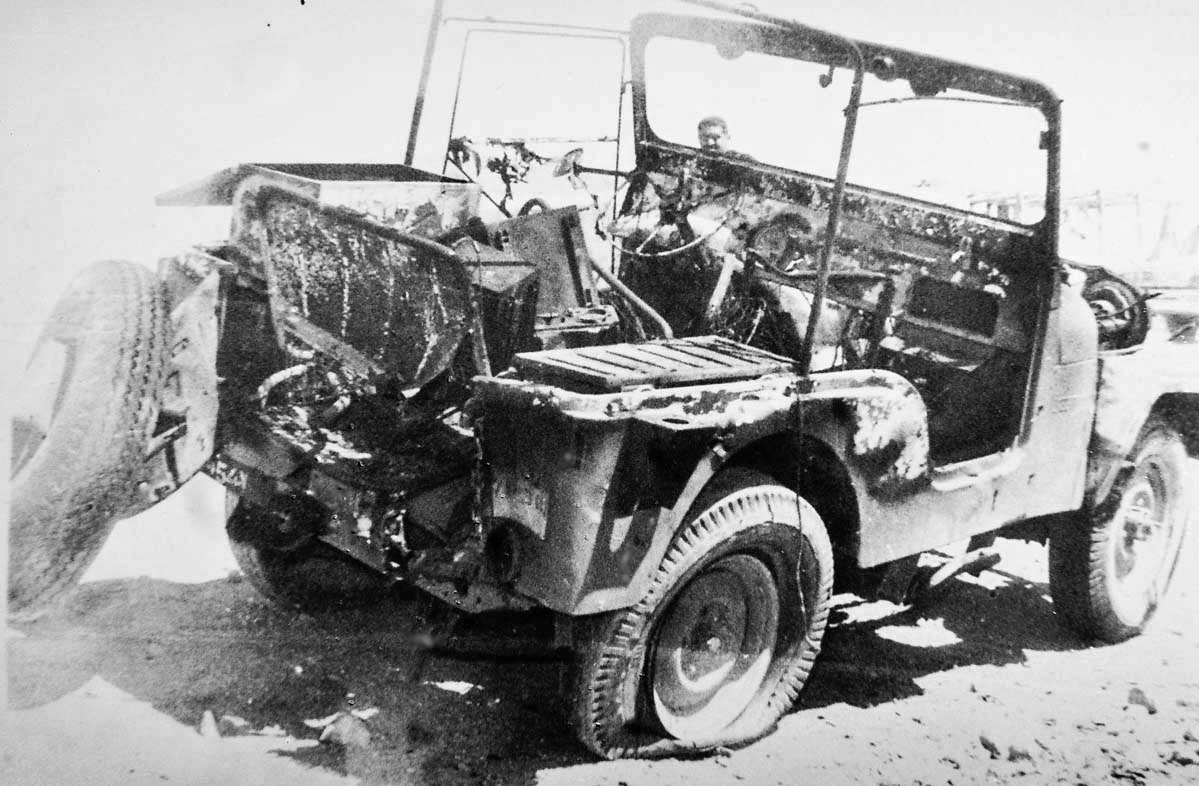
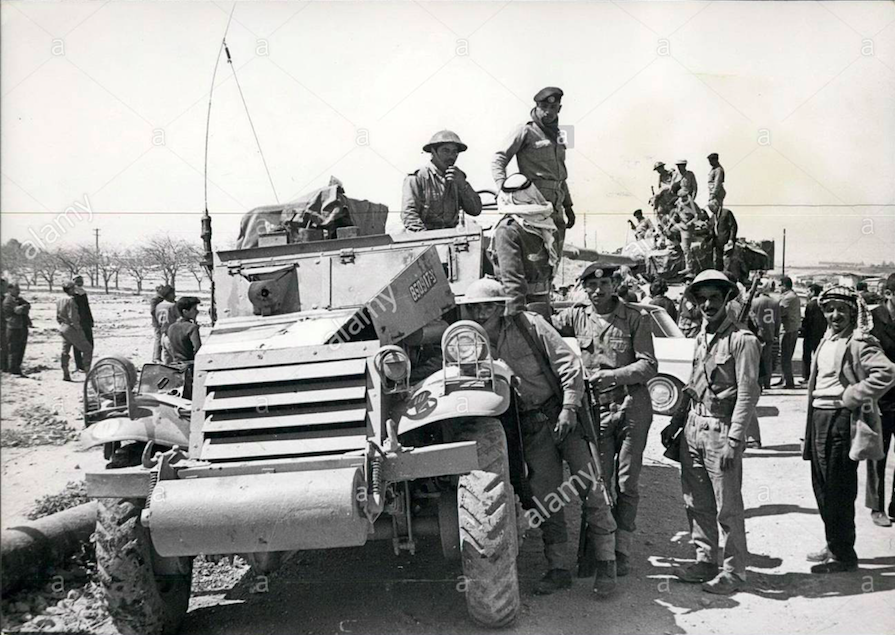
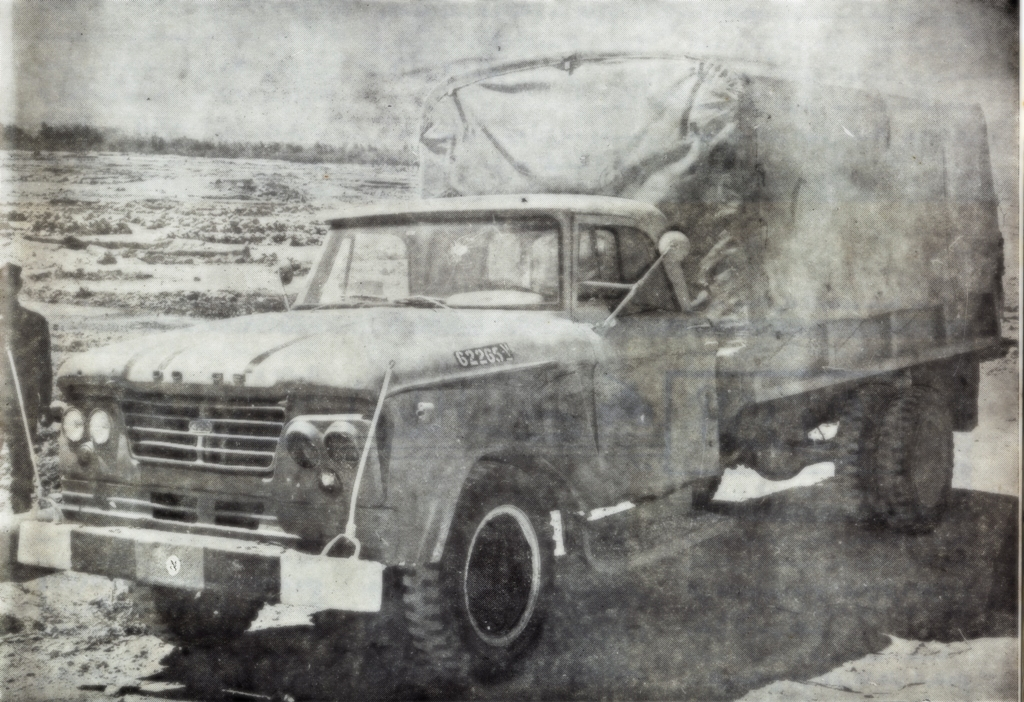

## نتائج المعركة
انتهت المعركة وفشل الجيش الإسرائيلي في تحقيق أي من الأهداف التي قام بهذه العملية العسكرية من أجلها وعلى جميع المقتربات وأثبت العسكري الأردني قدرته على تجاوز الأزمات السياسية، وقدرته على الثبات وإبقاء روح قتالية عالية وتصميم وإرادة على تحقيق النصر. وقد أثبتت الوثائق التي تركها القادة الإسرائيليين في ساحة القتال أن هذه العملية تهدف إلى احتلال المرتفعات الشرقية لوادي الأردن وأنه تمت دعوة الصحفيين لتناول طعام الغداء فيها.

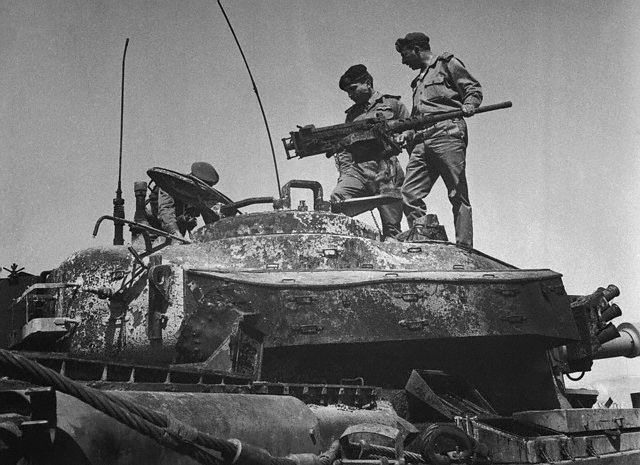
الملك الحسين على ظهر دبابة إسرائيليّة معطوبة بعد المعركة

الإعداد المعنوي: جسدت هذه المعركة أهمية الإعداد المعنوي للجيش، فمعنويات الجيش العربي كانت في أوجها، خصوصاً وأن جميع أفراده كانوا تواقين لمسح سمة الهزيمة في حرب 1967 التي لم تسنح لكثيرين منهم فرصة القتال فيها.
الاستخبارات العسكرية: أبرزت المعركة حسن التخطيط والتحضير والتنفيذ الجيد لدى الجيش العربي. مثلما أبرزت أهمية الاستخبارات إذ لم ينجح الإسرائيليون تحقيق عنصر المفاجأة، نظراً لقوة الاستخبارات العسكرية الأردنية والتي كانت تراقب الموقف عن كثب وتبعث بالتقارير لذوي الاختصاص أولا بأول حيث توقعوا الاعتداء الإسرائيلي وحجمه مما أعطى فرصة للاستعدد الصحيح.
الغطاء الجوي: برزت أهمية الاستخدام الصحيح للأرض حيث أجاد جنود الجيش العربي الأردني الاستخدام الجيد لطبيعة المنطقة وحسب السلاح الذي يجب أن يستخدم وإمكانية التحصين والتستر الجيدين، بعكس الجيش الإسرائيلي الذي هاجم بشكل كثيف دون معرفة بطبيعة المنطقة معتمدا على غطائه الجوي. كما أن التخطيط السليم والتنسيق التام بين جميع وحدات الجيش وأسلحته المختلفة والالتحام المباشر عطلا تماما ميزة الغطاء الجوي الإسرائيلي.

بحسب التصريحات الإسرائيلية (في ذلك الوقت) فقد حققت إسرائيل هدفها المتمثل في تدمير معسكر منظمة فتح، وعلى المستوى التكتيكي، انتهت المعركة بالفعل لصالح إسرائيل. "كشفت عملية الكرامة ضعف وحدات منظمة التحرير الفلسطينية المنتشرة على طول نهر الأردن، وبالتالي نقلوا تجمعاتهم إلى الجبال. وفرض هذا ضغوطًا إضافية عليهم وجعل عملياتهم في الضفة الغربية أكثر تعقيدًا وصعوبة مما كانت عليه من قبل. ولكن من الناحية السياسية، تم إدانة إسرائيل بشدة من قبل الرأي العام العالمي. قال سفير الولايات المتحدة لدى الأمم المتحدة، آرثر غولدبرغ، "نعتقد أن الإجراءات العسكرية المضادة مثل تلك التي حدثت للتو، على نطاق لا يتناسب مع أعمال العنف التي سبقتها، تستحق الاستنكار إلى حد كبير". وقال السفير الأمريكي في إسرائيل، والورث بربور، إنه بعد عشرين عامًا، سيكتب المؤرخ ذلك اليوم على أنه بداية تدمير إسرائيل. أبلغ إيبان مجلس الوزراء ببيان السفير، وقال مناحيم بيغن إنه يجب عدم الاستشهاد بمثل هذا الكلام في اجتماع لمجلس الوزراء.

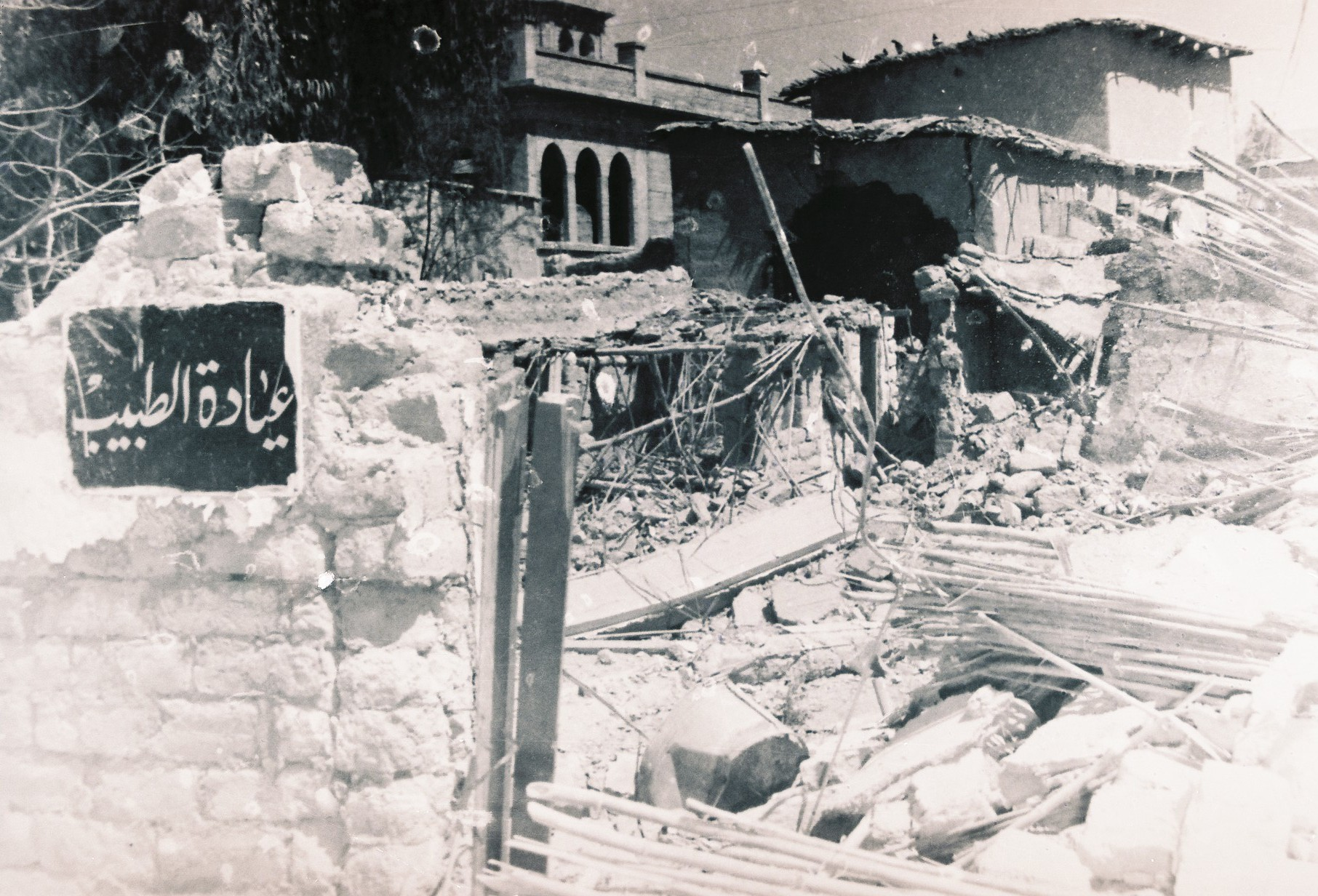
أنقاض منطقة الكرامة بعد معركة الكرامة.

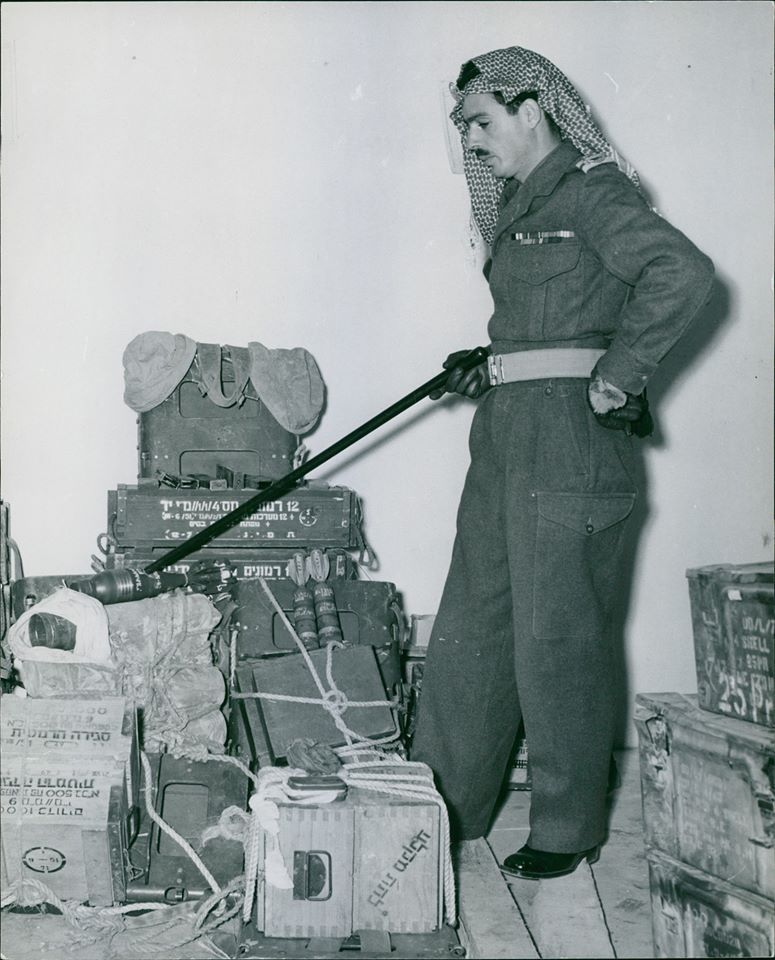
جندي أردني مع عتاد وأسلحة إسرائيلية مهجورة بعد انسحاب قوات الجيش الاسرائيلي.

كانت الخسائر العالية نسبيًا مفاجأة كبيرة للجيش الإسرائيلي وكانت مذهلة للإسرائيليين. على الرغم من أن الفلسطينيين لم ينتصروا بمفردهم، إلا أن الملك حسين سمح للفلسطينيين بالحصول على الفضل. إلا أن معركة الكرامة زودت فتح بالدعاية الدعائية. وفي وقت لاحق، قال رئيس مكتب وزارة الخارجية الإسرائيلية آنذاك، جدعون رافائيل، إن «العملية أعطت دفعة هائلة لمنظمة فتح التي يتزعمها ياسر عرفات ووضعت بشكل لا رجعة فيه مشكلة فلسطين على جدول الأعمال الدولي، لم تعد قضية إنسانية للاجئين المشردين، ولكن باعتبارها قضية إنسانية. مطالبة بإقامة دولة فلسطينية». عوزي نركيس، الذي قاد العملية، استقال من منصب رئيس القيادة المركزية لشغل منصب في الوكالة اليهودية بعد وقت قصير من المعركة.
وادعى الأردن أنه انتصر في المعركة وأوقف حملة إسرائيلية على محافظة البلقاء بقصد احتلالها وتحويلها إلى منطقة أمنية عازلة، كان من المفترض أن تكون بمثابة عقاب، بسبب الدعم الأردني لمنظمة التحرير الفلسطينية. وضع الأردنيون هذا الافتراض لأنهم رأوا حجم مداهمة القوات الإسرائيلية في المعركة. وقال عرفات «ما فعلناه هو أن نجعل العالم... يدرك أن الفلسطينيين لم يعد عدد لاجئين كذا وكذا، بل هو فرد من شعب يمسك بزمام مصيره وهو في وضع يسمح له بتحديد مستقبلنا». اعتبر الفلسطينيون والعرب عمومًا المعركة انتصارًا نفسيًا على الجيش الإسرائيلي، الذي كان يُنظر إليه على أنه «لا يُقهر» حتى ذلك الحين، وارتفع التجنيد في وحدات حرب العصابات. أفادت فتح أن 5000 متطوع تقدموا بطلب للانضمام خلال 48 ساعة من المعركة. بحلول أواخر مارس/آذار، كان هناك ما يقرب من 20 ألف فدائي في الأردن.
| رسالة الملك الحسين بن طلال إلى كافة منتسبي القوات المسلحة بعد المعركة: لقد مثلت معركة الكرامة بأبعادها المختلفة منعطفاً هاماً في حياتنا ذلك أنها هزت بعنف أسطورة القوات الإسرائيلية كل ذلك بفضل إيمانكم وبفضل ما قمتم به من جهد وما حققتم من تنظيم حيث أعدتم إحكام حقوقكم وأجدتم استخدام السلاح الذي وضع في أيديكم وطبقتم الجديد من الأساليب والحديث من الخطط وإنني لعلى يقين بأن هذا البلد سيبقى منطلقاً للتحرير ودرعاً للصمود وموئلاً للنضال والمناضلين يحمى بسواعدهم ويذاد عنه بأرواحهم وإلى النصر في يوم الكرامة الكبرى والله معكم |
| —https://www.ammonnews.net/article/154654 |

قدم العراق وسوريا برامج تدريبية لعدة آلاف من الرجال ضمن أساليب حرب العصابات. وجمعت دول الخليج العربي، بقيادة الكويت، الأموال لهم من خلال ضريبة بنسبة 5% على رواتب عشرات الآلاف من العمال الفلسطينيين المقيمين، وجمعت حملة تمويل في لبنان 500 ألف دولار من بيروت وحدها. بدأت المنظمات الفلسطينية في ضمان دعم مدى الحياة لعائلات جميع المقاتلين الذين قتلوا في المعارك. في غضون عام بعد المعركة، كان لفتح فروع في حوالي ثمانين دولة.
بعد المعركة بدأت فتح في الانخراط في مشاريع مجتمعية لتحقيق الانتماء الشعبي. تعتبر معركة الكرامة وما تلاها من زيادة في قوة منظمة التحرير الفلسطينية محفزات مهمة لأحداث 1970 للحرب الأهلية المعروفة باسم أيلول الأسود، والتي تمكنت فيها المملكة من طرد الجماعات الفلسطينية إلى لبنان بعد أن كانت قد قامت بذلك. بدأً في السيطرة على الأردن. في وقت لاحق، أصدر مجلس الأمن الدولي القرار رقم 248 الذي يدين الغارة الإسرائيلية على الأراضي الأردنية وانتهاك خط وقف إطلاق النار، مذكراً بالقرارات رقم 237 التي شجعت إسرائيل على ضمان سلامة المدنيين في المناطق العسكرية. وأكد القرار أنه لا يمكن التسامح مع الأعمال الانتقامية وأن تكرار مثل هذه الانتهاكات سيجبر مجلس الأمن على اتخاذ المزيد من الخطوات.
كانت المعركة هي الاشتباك الأول بين الإسرائيليين والفلسطينيين، حيث استخدم الأخير انتحاريين. كشفت الملفات التي نشرها الجيش الإسرائيلي في عام 2011 أن الجيش الإسرائيلي بدأ التخطيط للعمليتين في عام 1967، قبل عام واحد من حادثة الحافلة. كما كشفوا أن الجيش الإسرائيلي قد تدرب على عبور نهر الأردن في عام 1966، في حين أن الأردن لا يزال يسيطر على الضفة الغربية.

### قرار مجلس الأمن رقم 248
في 24 مارس عام 1968 صدر قرار مجلس الأمن الدولي رقم 248 والذي يدين فيه الهجوم العسكري الإسرائيلي الواسع النطاق والمتعمد ضد الأردن.

### انسحاب القوات الإسرائيلية
بحسب الرواية الأردنية فقد فشل الجيش الإسرائيلي تماماً في هذه المعركة دون أن يحقق أياً من أهدافه على جميع المقتربات، وخرج من هذه المعركة خاسراً مادياً ومعنوياً خسارة لم يكن يتوقعها أبداً. صدرت الأوامر الإسرائيلية بالانسحاب حوالي الساعة 15:00 بعد أن رفض الملك حسين الذي أشرف بنفسه على المعركة، وقف إطلاق النار رغم كل الضغوطات الدولية. استغرقت عملية الانسحاب تسع ساعات نظراً للصعوبة التي عاناها الإسرائيليون في التراجع.

## ردود الفعل
- قال الفريق مشهور حديثة الجازي: وهنا أقول بكل فخر، أنني استطعت تجاوز الخلاف الذي كان ناشئا آنذاك بين الفدائيين والسلطة الأردنية، فقاتل الطرفان جنبا إلى جنب، وكقوة موحدة تحت شعار: كل البنادق ضد إسرائيل، فكانت النتيجة والحمد لله مشرفة.[38]
- قالت صحيفة نيوزويك الأمريكية بعد معركة الكرامة: «لقد قاوم الجيش الأردني المعتدين بضراوة وتصميم وإن نتائج المعركة جعلت الملك حسين بطل العالم العربي».
- قال حاييم بارليف رئيس الأركان الإسرائيلي في حديث له إن إسرائيل فقدت في هجومها الأخير على الأردن آليات عسكرية تعادل ثلاثة أضعاف ما فقدته في حرب حزيران.
- قال حاييم بارليف رئيس أركان الجيش الإسرائيلي في حديث له نشرته جريدة هارتس يوم 31/3/68 "إن عملية الكرامة كانت فريدة من نوعها ولم يتعود الشعب في (إسرائيل) مثل هذا النوع من العمليات، وبمعنى آخر كانت جميع العمليات التي قمنا بها تسفر عن نصر حاسم لقواتنا، ومن هنا فقد اعتاد شعبنا على رؤية قواته العسكرية وهي تخرج متنصرة من كل معركة أما معركة الكرامة فقد كانت فريدة من نوعها، بسبب كثرة الإصابات بين قواتنا، والظواهر الأخرى التي أسفرت عنها المعركة مثل استيلاء القوات الأردنية على عدد من دباباتنا وآلياتنا وهذا هو سبب الدهشة التي أصابت المجتمع الإسرائيلي إزاء عملية الكرامة.
- قال عضو الكنيست الإسرائيلي (شلومو جروسك) لا يساورنا الشك حول عدد الضحايا بين جنودنا، وقال عضو الكنيست (توفيق طوني) لقد برهنت العملية من جديد أن حرب الأيام الستة لم تحقق شيئاً ولم تحل النزاع العربي الإسرائيلي.
- طالب عضو الكنيست (شموئيل تامير) بتشكيل لجنة برلمانية للتحقيق في نتائج الحملة على الأرض الأردنية، لأن عدد الضحايا أكثر نسبياً في القوات الإسرائيلية.
- وصف قائد مجموعة القتال الإسرائيلية المقدم (أهارون بيلد) المعركة فيما بعد لجريدة دافار الإسرائيلية بقوله: لقد شاهدت قصفاً شديداً عدة مرات في حياتي لكنني لم أر شيئاً كهذا من قبل لقد أصيبت معظم دباباتي في العملية ما عدا اثنتين فقط.
- قال أحد كبار القادة العسكريين العالميين وهو المارشال جريشكو رئيس أركان القوات المسلحة السوفياتية في تلك الفترة: لقد شكلت معركة الكرامة نقطة تحول في تاريخ العسكرية العربية.

## التأريخ للمعركة

### التأريخ الأردني الفلسطيني
يقول المؤرخون العرب إن إسرائيل دخلت معركة الكرامة بثقة زائدة في قدراتها، حيث حدثت مباشرة بعد هزيمة إسرائيل للعرب في حرب الأيام الستة عام 1967. حجم القوات الإسرائيلية التي دخلت الكرامة جعل الأردنيين يفترضون أن إسرائيل كانت تخطط أيضًا لاحتلال الضفة الشرقية لنهر الأردن، بما في ذلك محافظة البلقاء، لخلق وضع مشابه لمرتفعات الجولان، التي كانت إسرائيل قد استولت عليها قبل 10 أشهر فقط، لاستخدامها في ورقة مساومة. يزعم الأردنيون أن موشيه ديان دعا الصحفيين الإسرائيليين في اليوم السابق لتناول طعام الغداء في غرب الأردن بعد احتلاله. وأصبحت معركة الكرامة موضوع العديد من الأعمال الفنية والطوابع والملصقات.

### التأريخ بحسب المصادر الصهيونية
تصر إسرائيل على أنها نفذت انسحابًا منسقًا بعد تحقيق هدفها المتمثل في تدمير مخيم الكرامة. لكن قلة من العسكريين الإسرائيليين الذين شاركوا في الكرامة يوافقون على ذلك. ذكر الكولونيل أريك ريغيف رئيس فرع عمليات القيادة المركزية:
| معركة الكرامة | لم نتوقع أن يقاتل الجيش الأردني بالطريقة التي فعلها. لا أعتقد أن قائد اللواء السابع اعتقد أن الكثير من دباباته ستصاب. أنا متأكد من أن لا أحد يعتقد أن العدو سيرد بنيران المدفعية. يُسمح لك بارتكاب خطأ في تقييم الموقف، ولكن يبدو لي أنه كانت هناك لحظة كان من الممكن فيها تغيير التقييم. عندما رأينا أن الأمور لم تسر كما كنا نعتقد وأن الأردنيين لم يكونوا كذلك. الفرار إلى عمان. لو كنا نظن أن الجيش الأردني سيتصرف على هذا النحو، فأنا مقتنع أن سلاح الجو كان سيضرب أولاً. | معركة الكرامة |

موشيه بربلت، الرقيب في سلاح المدرعات الإسرائيلي، تحدث لاحقًا عن مشاركته في الكرامة «كان كل شيء يحترق حولي، وكلما حاولت لم أستطع النهوض». وصرح د. آشر بورات أن «دروس العملية اتضحت أنه كان من الخطأ محاربة الجيش الأردني». كتب موكي بيتسر، القائد في وحدة سيرات ماتكال في الجيش الإسرائيلي في كتابه:
| معركة الكرامة | عمل صانعو القرار العسكريون والسياسيون المسؤولون عن العملية على التأكد من أن الجمهور لم يعرف أبدًا بالكارثة. بدلاً من ذلك، في المقابلات والخطابات الصحفية، جعل السياسيون والجنرالات الكرامة يبدو وكأنه نجاح ساحق. | معركة الكرامة |

### في الوثائق البريطانية
أكد تقرير السفير البريطاني في تل أبيب ر م هادو العضو في بعثة إلى الخارجية البريطانية حول معركة الكرامة، أن مجموعات فتح حصرت عملها في الثلاثة أو أربعة أشهر الأولى التي تلت حرب حزيران/يونيو 1967 إلى حدّ كبير في الضفة الغربية. حيث سعى الفدائيون لتطوير مقاومة فلسطينية تربك بشكل جاد الحكومة الإسرائيلية. وقال إنهم لم ينجحوا في جهودهم، ورأى أن سبب ذلك يعود بشكل جزئي للإجراءات الإسرائيلية المضادة الفعالة، أما السبب الأكبر، أن الفدائيين فشلوا في اجتذاب الدعم الشعبي الذي أَمِلُوا في تحقيقه. وأضاف أنه مع نهاية عام 1967 «قَبِلَ الإرهابيون بالهزيمة في الضفة الغربية، ورجعوا إلى شرق الأردن، حيث يقومون بأعمال تخريب ضدّ إسرائيل… خصوصاً في منطقة بيسان، ثم وبشكل أقل في مناطق وادي عربة بين البحر الميت وإيلات».
وبينما كان الكيان الإسرائيلي يطارد العمل الفدائي في الضفة الغربية والقطاع فإنه كان ينظر بقلق إلى نمو وتجذّر قواعد الفدائيين في شرقي الأردن، وإلى الدعم الشعبي الذي يلقاه، بل وتغاضي أو دعم عناصر من الجيش الأردني للفدائيين، فضلاً عن دعم وحدات الجيش العراقي المتمركزة في الأردن. وقد تجمعت لدى الإسرائيليين معلومات عن «إنشاء قوة كبيرة في شرق الأردن، وعن تواطئ سريٍّ فعال معها، من قِبَل الجيش الأردني، على الأقل على مستوى الرتب الأدنى». وقد أشارت برقيتان من السفارة البريطانية في تل أبيب إلى الخارجية البريطانية في 13 تشرين الأول/أكتوبر 1967 إلى سعادة الإسرائيليين بالقضاء على ما أسموه «عصابة فتح في القدس» حيث تم القبض على 24 فدائياً، وأن التحقيقات معهم تُظهر أنهم تلقوا مساعدات من الجيش الأردني في أخذ معداتهم إلى نهر الأردن إعداداً لاجتيازه نحو الضفة الغربية. وتضيف أن الإسرائيليين يزعمون أن الفدائيين الذين نفذوا عملية 11 تشرين الأول/أكتوبر 1967 استفادوا من غطاء ناري أردني في أثناء انسحابهم إلى شرق الأردن. كما أشارت برقية أخرى في 3 تشرين الثاني/نوفمبر 1967 إلى تمكّن السلطات الإسرائيلية من القبض على «قائد فتح» فيصل الحسيني الذي كان قد تسلّل قبل ثلاثة أسابيع إلى القدس. كما ذكرت إحدى الوثائق نقلاً عن «راديو إسرائيل» أن موشيه كشتى Moshe Kashti، مدير وزارة الدفاع الإسرائيلية، أعلن في 4 كانون الأول/ديسمبر 1967 أنه منذ حرب الأيام الستة (حزيران/يونيو 1967) فإن قوات الأمن الإسرائيلية قبضت على 300 فدائي وقتلت 60 آخرين.
واستوعبت قوات الفدائيين أعداداً كبيرة من الشباب الفلسطيني من البلاد العربية الذين تدربوا في سورية ومصر والجزائر، وممن تلقوا تعليماً عالياً، ودوافعهم أيديولوجية بشكل أكبر مما أسماه «طراز المرتزقة القديم». وقال إنَّ الإسرائيليين يدّعون أن هؤلاء مسلحون تسليحاً جيداً، ويلبسون ملابس التمويه الحربية، ويظهرون بشكل علني في عمَّان وغيرها. وأنهم لم يعودوا يستخدمون الأردن فقط كممر للهجوم على «إسرائيل» أو كملجأ أو مكان للراحة بعد العمليات. فلقد نقلوا ثقل منظمتهم الرئيسي إلى وادي الأردن، وأنشأوا قواعد ومراكز للتدريب، كما يُعتقد أن قيادتهم موجودة هناك. وقال إن الجيش الأردني لم يقنع بتوفير تغطية نارية للفدائيين ليساعدهم على العودة بعد اكتمال مهامهم، وإنما ظهر أنه يقصف المستعمرات الحدودية وخصوصاً منطقة بيسان.

## الإرث

### هيئة اعمار الكرامة
بعد معركة الكرامة بعام وفي الذكرى السنوية الأولى لها أي عام 1969، شكلت لجنة خاصة باسم هيئة إعمار الكرامة بهدف تحسين سبل المعيشة في بلدة الكرامة، ولإعادة الحياة الطبيعية لها والحد من هجرة المواطنين منها. اشرف على التخطيط لاعادة اعمار المنطقة كل من اتحاد المهندسين العرب ونقابة المهندسين الأردنيين والحكومة الأردنية. حيث تم العمل على تخطيط الطرق وتمهيدها من اجل إعادة حركة النقل عليها ثم بناء عدد من الوحدات السكنية وتأمين شبكة المياه والكهرباء وانشاء القسم الأول من المنطقة المركزية في البلدة.

### ميدالية معركة الكرامة

ميدالية معركة الكرامة

تخليدًا لذكرى معركة الكرامة، صدرت الإرادة الملكية باستحداث وسام عسكري باسم (ميدالية الكرامة) تمنح لكل من شارك في المعركة. تتكون الميدالية من قطعة معدنية دائرية الشكل بقطر 40 ملم مطلية بالذهب مثبت عليها أكليل من الغار، طرفه من الخلف مربوط بحامل معدني، على الوجه الأمامي للميدالية يظهر نقش يمثل المعركة يعلوه بشكل بارز عبارة (معركة الكرامة) وكُتب أسفله تاريخ المعركة. أما على الوجه الخلفي للميدالية فكتب في منتصفه آية من القرآن وهي (كم من فئة قليلة غلبت فئة كثيرة بإذن الله)، تعلوها عبارة (بسم الله الرحمن الرحيم) وفي أسفلها كُتب (صدق الله العظيم).

### نصب الجندي المجهول
نُصُب الجندي المجهول أو صرح معركة الكرامة هو صرح تذكاري عسكري يقع في الشونة الجنوبية في محافظة البلقاء في الأردن. شُيَّد عام 1976 لتخليد ذكرى معركة الكرامة وأُضيف للنصب متحف صغير عام 2018 في الذكرى الخمسين للمعركة يصوّر مجرياتها ويوثق أسماء القتلى والكتائب المشاركة.

### الاحتفال بذكرى المعركة
في 21 آذار من كل عام تقام احتفالات في الأردن بذكرى معركة الكرامة، وذلك ضمن عدة فعاليات على جميع المستويات الشعبية والعسكرية والسياسية ويشارك الملك عبد الله الثاني بشكل منتظم في هذه الاحتفالات.

## معركة الكرامة في الأدب والثقافة

### كتب ومؤلفات
صدرت العديد من الكتب عن معركة الكرامة من أبرزها:
- كتاب معركة الكرامة - الموسوعة التاريخية المصورة، الصادر عن قيادة الجيش العربي الأردني، يوثق الكتاب وقائع معركة الكرامة لحظة بلحظة، ضمن خطة توثيق لتاريخ العسكرية الأردنية على أسس علمية وموضوعية. ويحتوي الكتاب على اثني عشر فصلا جميعها تعاين تفاصيل المعركة لحظة بلحظة على جبهة القتال الممتدة في عدة محاور، كما يوثق المجلد خطب واحاديث الملك الحسين والبلاغات العسكرية الصادرة عن الناطق العسكري الأردني إبان المعركة وصولًا إلى خطاب الملك عبد الله الثاني بمناسبة الذكرى الاربعين لمعركة الكرامة. أشرف على إعداد مادته التاريخية الدكتور بكر خازر المجالي.[51]
- كتاب معركة الكرامة - اللواء المتقاعد محمود الناطور.[52]

### قصص وروايات

غلاف كتاب معركة الكرامة - الموسوعة التاريخية المصورة، الصادر عن قيادة الجيش العربي الأردني.

يتذكر الشريف زيد بن شاكر لحظات الترقب في اليوم الذي سبق المعركة بالقول: «قمنا بجولة في الوادي (يقصد وادي الأردن) كلّه، ومررنا على الكرامة، حيث شاهدنا بعض إخواننا الفدائيين الفلسطينيين يحفرون الخنادق. وفي الوقت نفسه نظرنا إلى الغرب فوجدنا حركة للقوات الإسرائيلية غرب النهر؛ إذ كانوا يحشدون دبابات ومدافع وآليات كبيرة، وكان واضحاً لنا من هذه الرؤية والمشاهدات أن الإسرائيليين قد عزموا على إجراء عملية عسكرية ضد الأردن. وكانوا لا يحاولون أن يتخذوا أي تمويه لخداع عدوهم (نحن)، ولا أي نوع من التستر؛ لم ينتظروا غياب الشمس والتحرك في الظلام».
من القصص المؤثرة التي تعكس حجم الفرق بين معنويات جنودنا في حرب 1967 ومعركة الكرامة، تلك التي يرويها فاضل فهيد، وكان قائداً لسرية مدرعات في الكرامة، عن بعض الأفراد والضباط «ممن شعروا بأنهم في موقع الشبهات في حرب 1967، فوجدوا في معركة الكرامة فرصة لرد الاعتبار، وأنه قد جاء اليوم ليغسلوا العار. وكان نقل 24 فرداً إلى سريتي بعد تلك الحرب، بأمر من زيد من شاكر. فدخلوا معي المعركة واستشهد منم 18 فرداً». ويضيف: «مما أثر فيّ كثيراً أن زيد كان قد اصطحبني في يوم الجمعة الذي سبق معركة الكرامة (15 مارس) لزيارة جنوده في الغور؛ إذ كان يحب قيادة السيارة كنوع من الاسترخاء والراحة بعد العمل المجهد. وهناك تناولنا معهم (شاي عسكر)، كما يسميه الجنود، ويمتاز بكثرة السكّر. كما تعرفت على راتب محمد السعد البطاينة ومرشح ضابط عارف محمود الشخشير من نابلس، واللذين استشهدا في المعركة. وتعرفي بهؤلاء الشباب جعل تأثري باستشهاد عدد منهم كبيراً. وفقدانهم هو ما عكر فرحة النصر أيضاً».

### الشعر والقصائد
انعكست معركة الكرامة على الشعر والأدب الأردني والعربي، إذ ارتفع صوت الشعر الأردني قويّاً فكتب الشعراء عدة قصائد، ممّا أسهم في تنشيط الحركة الشعريّة وإمدادها بموضوعات جديدة كما فعل الشعراء: خالد محادين، وحيدر محمود، وحبيب الزيودي، ويوسف العظم وقاسم أبو عين، وغيرهم من الشعراء الأردنيين. وقد نظم في الكرامة شعراء أردنيين ينتمون إلى فترة الإمارة مثل: حسني فريز، وعبد المنعم الرفاعي، وإبراهيم المبيضين. في عام 2008 صدر عن مديرية التوجية المعنوي في القيادة العامة للقوات المسلحة الأردنية ديوان شعر باسم ديوان الكرامة بمناسبة الذكرى الأربعين لمعركة الكرامة، واحتوى الديوان المكون من 128 صفحة من القطع المتوسط على 40 قصيدة.

## معرض الصور

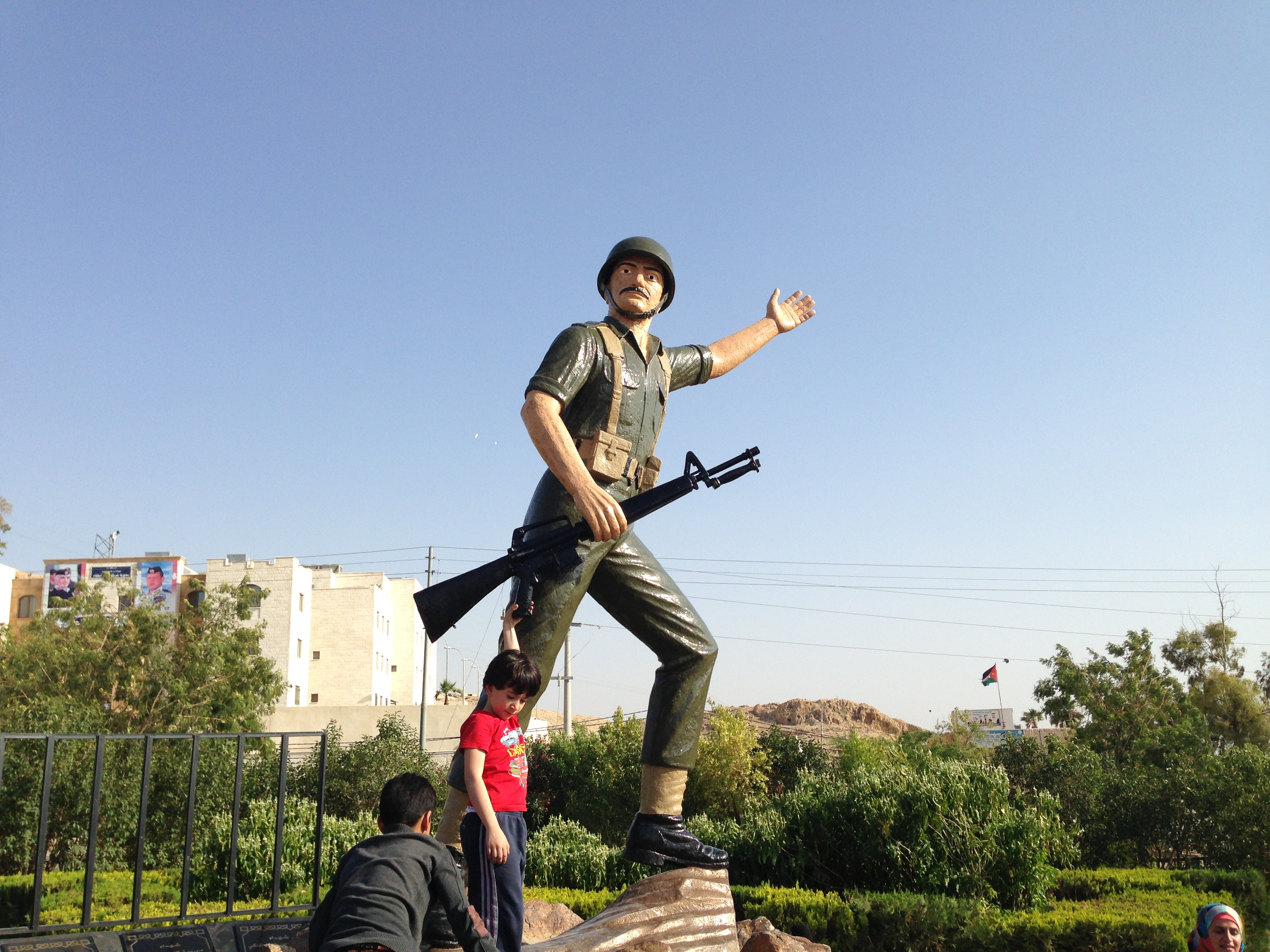
نصب الجندي المجهول (صرح معركة الكرامة) في الشونة الجنوبية في محافظة البلقاء في الأردن.